# Желтушник раскидистый
Желту́шник раски́дистый, или Желтушник рассе́янный, или Желтушник развесистый (лат. Erýsimum diffúsum) — вид растений рода Желтушник (Erysimum) семейства Капустные (Brassicaceae). В литературе и интернет-источниках также часто встречается как Желтушник сероватый, Желтушник серый или Желтушник седеющий по названию вида Erysimum canescens, который по современной классификации является синонимом.

## Ботаническое описание

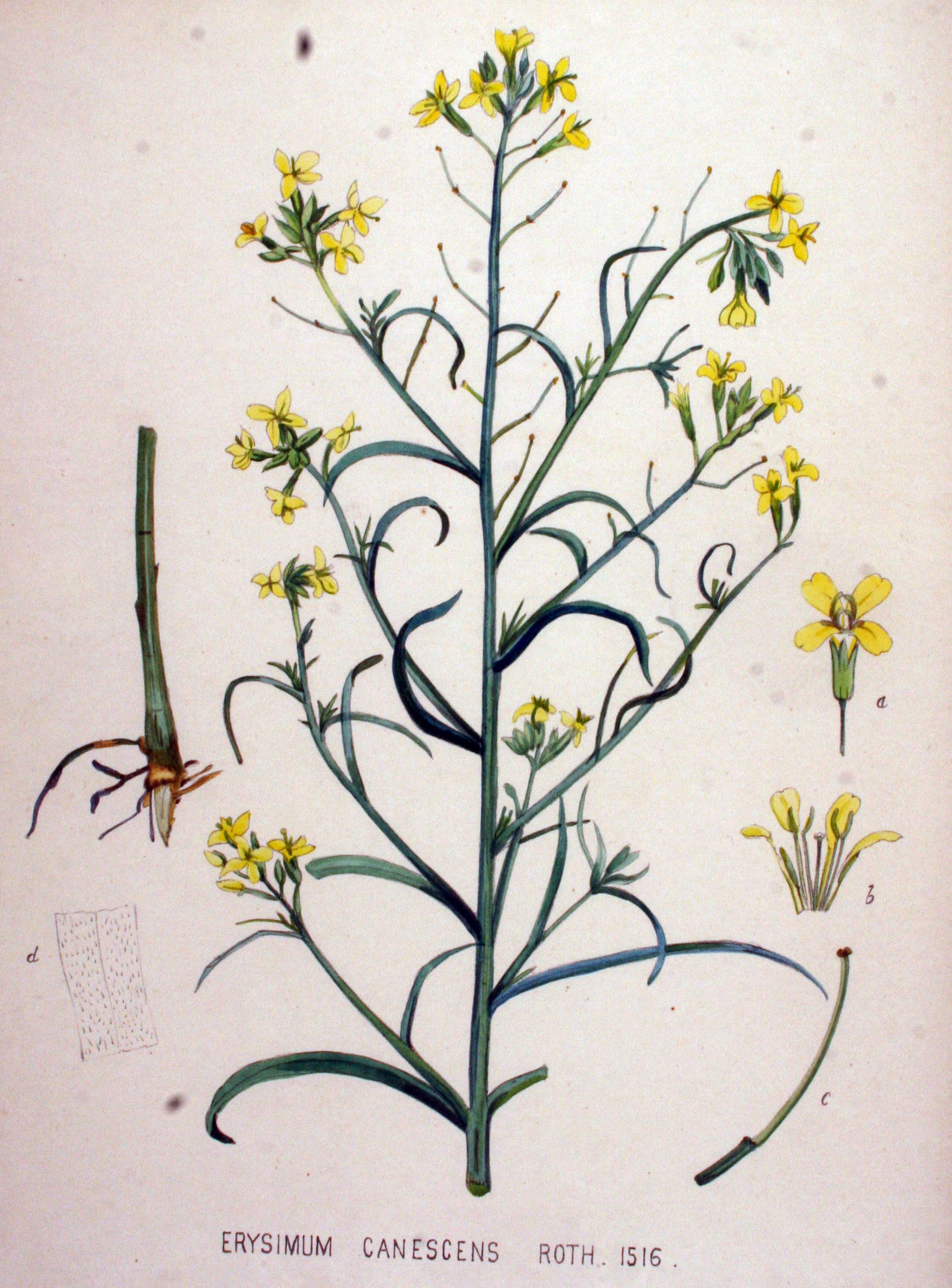

Двулетнее травянистое растение, покрытое двуконечными волосками с примесью трёхконечных на нижней стороне листьев. Главный корень 7—18 см длиной, слабо разветвлённый, с нитевидными боковыми корнями. Стебель неразветвлённый, 40—60 см высотой при цветении, до 120 см при плодоношении, округло-угловатый в сечении, 1—2 мм толщиной.
Листья цельные, иногда с одной или двумя парами расставленных коротких зубчиков, в очертании ланцетно-линейные, до 9 см длиной и до 3,5(7) мм шириной, острые. Прикорневые листья на заметных черешках, средние и нижние — почти сидячие, с мутовками мелких листьев в пазухах.
Соцветие с тремя — шестью веточками, к плодоношению заметно удлиняющимися, цветки бледно-жёлтые, без запаха. Чашелистики 5,5—7 мм длиной, покрытые густыми двуконечными волосками с примесью трёхконечных и единичными четырёхконечными. Лепестки 8—12 мм длиной, клиновидные, с внешней стороны незначительно опушённые. Пыльники бледно-жёлтые, тычиночные нити с двуконечными волосками.
Стручки четырёхугольные в сечении, 30—55(70) мм длиной, покрыты густыми двуконечными волосками, отстоят от оси соцветия на угол 30—50°.

## Распространение и среда обитания
Представители вида произрастают в Центральной и Восточной Европе, на Кавказе, в Средней Азии, Сибири, Монголии и Китае.
Растёт на каменистых, травянистых, степных и остепнённых склонах балок и речных долин, на сухих лугах, по обочинам дорог, на каменистых обнажениях, иногда среди кустарников. Широко распространён в разреженных борах, нижних поясах гор, на обрывах, в карьерах и других нарушенных местах.
Растёт на разных почвах, в том числе малоплодородных. Довольно засухоустойчив, совершенно не переносит даже кратковременного застаивания влаги. Для лечебных нужд культивируется, сырьё убирают машинами. Урожай товарной продукции при возделывании для лекарственных целей составляет в среднем 15—20 ц на 1 га.

## Растительное сырьё
В качестве лекарственного сырья используют свежую траву желтушника раскидистого (лат. Herba Erysimi canescentis recens), собранную в период цветения, а также зрелые высушенные семена (Semen Erysimi canescentis), применяемые для получения строфантидина ацетата.
В растениях содержатся сердечные гликозиды (карденолиды), производные строфантидина, аналогичные по действию гликозидам наперстянки и строфанта. Основные и наиболее эффективные гликозиды — эризимин и эризимозид. В семенах обнаружены эфирное (0,5—1 %) и жирное (27—42 %) масла.

## Значение и применение
Растение широко культивируют как лекарственное.

### Применение в медицине
Сок, получаемый из свежей травы, входит в состав комплексного препарата «Кардиовален», который применяют при ревматических пороках сердца, кардиосклерозе, стенокардии, вегетативных неврозах.

### Прочее
Ценный медонос дающий нектар и пыльцу. В условиях Украины в 1955г. в разгар цветения в мае один цветок давал за сутки от 0,1716 до 0,2554 мг сахара в нектаре. На Нижнем Поволжье 100 цветков выделяют 10 мг сахара.

## Классификация
Вид Erysimum diffusum Ehrh., 1792 некоторыми исследователями (в основном, российскими) понимается в узком смысле, включающем растения из Центральной и Южной Европы. При таком понимании объёма вида растения из Восточной Европы и Азии обычно описываются под названием Erysimum canescens Roth, 1797. Однако после установления в качестве лектотипа последнего названия образца из Центральной Европы некоторые авторы считают верным отнесение этих растений к виду Erysimum andrzejowskianum Bess. ex DC., 1821, описанного из Восточной Европы.
В соответствии с современной классификацией вид Erysimum canescens Roth, 1797 является синонимом вида Erysimum diffusum Ehrh., 1792. В то время как Erysimum andrzejowskianum Bess. ex DC., 1821 имеет статус самостоятельного вида.

### Таксономия
Erysimum diffusum Ehrh., 1792, Beitr. Naturk. 7: 157
Вид Желтушник раскидистый относится к роду Желтушник (Erysimum) семейства Капустные (Brassicaceae) порядка Капустоцветные (Brassicales). Кладограмма в соответствии с Системой APG IV по состоянию на июнь 2023 года:
|  |                                      |  |                                   |                                   |                     |  | ещё 16 семейств | ещё 16 семейств |                       |  |  |  | еще 248 подтвержденных видов и 69 видов, ожидающих подтверждения |
|  |                                      |  |                                   |                                   |                     |  | ещё 16 семейств | ещё 16 семейств |                       |  |  |  | еще 248 подтвержденных видов и 69 видов, ожидающих подтверждения |
|  |                                      |  |                                   | порядок Капустоцветные            |                     |  |                 |                 | род Желтушник         |  |  |  |                                                                  |
|  |                                      |  |                                   | порядок Капустоцветные            |                     |  |                 |                 | род Желтушник         |  |  |  |                                                                  |
|  | отдел Цветковые, или Покрытосеменные |  |                                   |                                   | семейство Капустные |  |                 |                 | Желтушник раскидистый |  |  |  |                                                                  |
|  | отдел Цветковые, или Покрытосеменные |  |                                   |                                   | семейство Капустные |  |                 |                 |                       |  |  |  |                                                                  |
|  |                                      |  | ещё 63 порядка цветковых растений | ещё 63 порядка цветковых растений |                     |  |                 | ещё 354 рода    | ещё 354 рода          |  |  |  |                                                                  |
|  |                                      |  |                                   | ещё 63 порядка цветковых растений |                     |  |                 |                 | ещё 354 рода          |  |  |  |                                                                  |

### Синонимы
- Cheiranthus alpinus Jacq., 1773, nom. illeg.
- Cheiranthus bocconei All.
- Cheiranthus integerrimus Steud.
- Cheiranthus integrifolius Mill.
- Cheiranthus pallidus Pall.
- Cheirinia canescens (Roth) Link, 1822, nom. illeg.
- Crucifera canescens E.H.L.Krause
- Erysimastrum canescens (Bory & Chaub.) Rupr., 1869
- Erysimum andrzejowskianum Bess. ex DC., 1821
- Erysimum canescens Roth, 1797
- Erysimum platyphyllum Schur
- Erysimum schultesii Schrad.